# Välfärdsfällan
Välfärdsfällan, eller arbetslöshetsfällan eller  fattigdomsfällan är en teori som hävdar att beskattning och välfärdssystem tillsammans kan bidra till att människor förpassas till socialförsäkring eftersom tillbakadragandet av behovsprövade förmåner som följer med att gå in i lågbetalda arbeten gör att det inte finns någon betydande ökning av de totala inkomsterna. En individ ser att alternativkostnaderna för att återvända till jobbet är för stora och ger för lite ekonomisk avkastning, och detta kan skapa ett perverst incitament att inte arbeta.